# Vedlejší úlovek

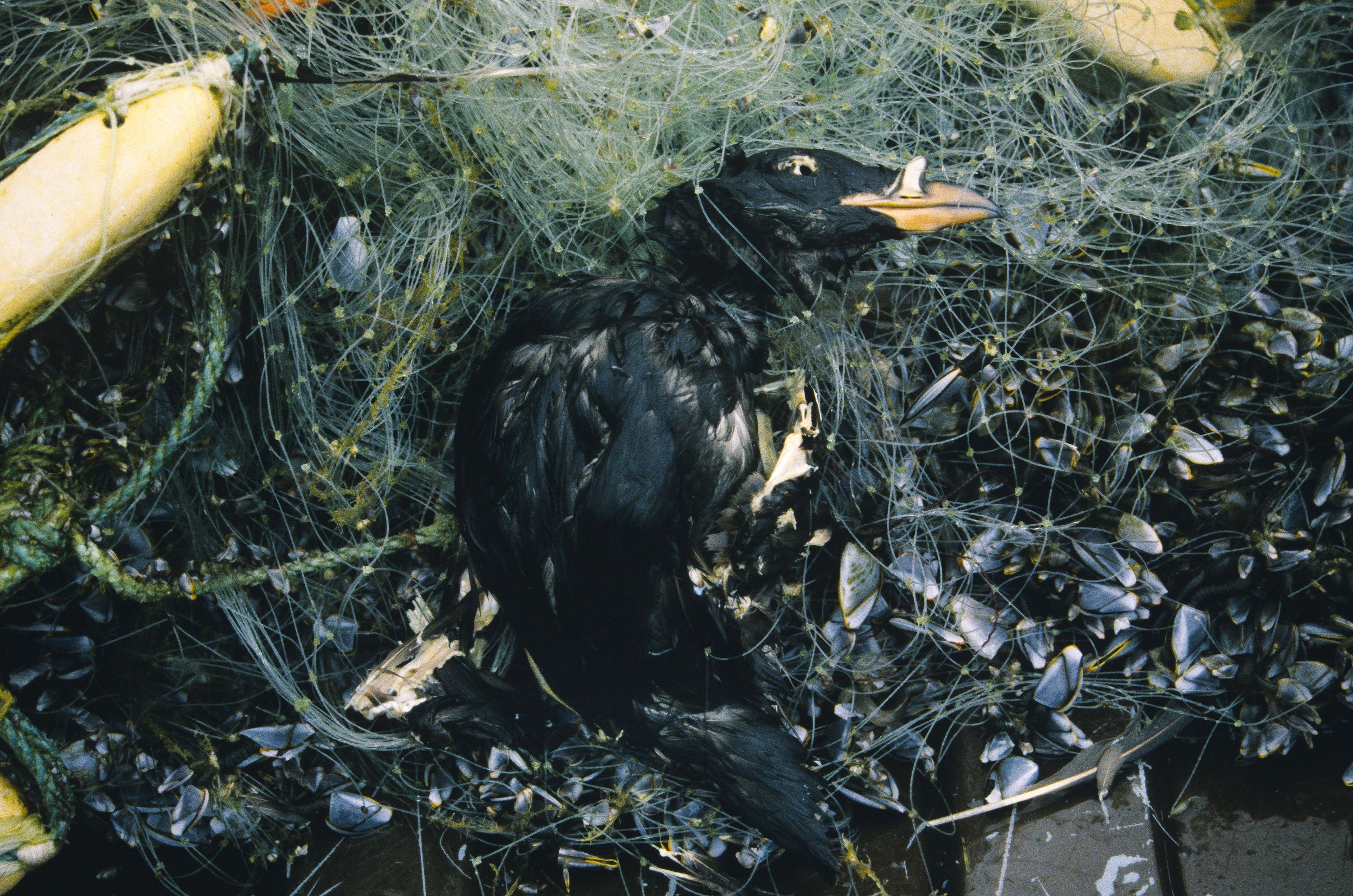
Papuchalk růžkatý nechtěně chycený v rybářské síti

Vedlejší úlovek (angl. bycatch) představuje v rybářském průmyslu druh živočicha, který je nechtěně chycen při rybářské operaci. Vedlejší úlovky jsou házeny zpět do moře nebo prodány.
Vedlejším úlovkem mohou být jednak nežádoucí jedinci loveného druhu (příliš malé ryby, juvenilní jedinci, jiné pohlaví apod.), jednak jiné druhy, které z různých důvodů nevyhovují momentálním rybářským zájmům. Těmito druhy mohou být například krabi, kytovci, albatrosi či jiní ptáci, mořské želvy, lachtani a další. Vedlejší úlovky jsou při navracení zpět do moře zpravidla vážně zraněné nebo uhynulé.
Vedlejší úlovky představují až okolo 40 % globálně nalovených ryb. Jedná se o vážný celosvětový problém, který úzce souvisí s nadměrným rybolovem.